# Любоцкий, Алекс
Александр (Алекс) Любоцкий (28 июня 1956, Рамат-Ган, Израиль) — израильский математик, профессор математики в Еврейском университете в Иерусалиме. Был депутатом Кнессета 14-го созыва от партии «Третий путь». Лауреат Премии Израиля в области математики за 2009—2010 годы.

## Биография
Родился в семье переживших Холокост родителей. Его отец, юрист Иссер Любоцкий, был офицером Иргунa. Eго мать Ребекка выжила молодой девушкой в лесах Польши и после многих потрясений иммигрировала в Израиль через Кипр. В 1980 году Любоцки женился на Ярденне (дочери Мюррея Ростона, преподавателя истории искусств и английского языка). У пары было шестеро детей. Старший, Асаэль Любоцкий, был тяжело ранен в битве Сражение за Бинт-Джубайль в Ливане, во время службы в армии во время войныВторая ливанская война и после реабилитации стал врачом.
Любоцкий посещал религиозную среднюю школу. Параллельно с учёбой он начал учёбу на степень бакалавра математики в Университете Бар-Илан, который он окончил с отличием в 19 лет. После этого он продолжил учёбу в области математики. Получил третью степень под руководством Хиллеля Фюрстенберга. Окончил университет в 1979 году. Hачал военную службу в 1977 году — проработал около пяти лет в отделе системного анализа Отдела планирования и в cекретном подразделении Корпуса связи ЦАХАЛa.
По окончании военной службы Любоцкий начал работу на факультетe математики Еврейского университета в качестве старшего преподавателя. В 1985 году получил звание доцента, а в 1989 году — стал полным профессорoм. В 1990 году получил премию Эрдеша.
На протяжении многих лет Любоцкий занимал различные академические и государственные должности в университете и за рубежом, в том числе был главным редактором израильского математического журнала, членом академического комитета Magnes Publishing, членом совета публичной библиотеки, членом Общественного совета Яд Бен Цви и редактором нескольких международных журналов. На протяжении многих лет в различные периоды работал приглашенным профессором в Стэнфорде, Чикаго, Йельском университете, Колумбии, Цюрихском технологическом институте и Институте перспективных исследований в Принстоне, а также его приглашают для чтения лекций на международных конференциях. С 1994 по 1996 год он занимал должность главы Института математики Еврейского университета.
После того, как работы депутатом Кнессета 14-го созыва, вернулся в науку. В 2002 году он стал лауреатом премии Ротшильда и премии Фран Сонье Бельджера (Любоцкий — единственный ученый, дважды удостоенный этой международной премии). С 2005 по 2006 год он проводил в Принстонском институте перспективных исследований ежегодную исследовательскую программу по связям между теорией групп и дискретной математикой, его основной областью исследований. В 2006 году ему было присвоено звание почетного доктора Чикагского университета. В 2007 году получил ректорскую премию за выдающиеся достижения в качестве исследователя и преподавателя. В 2008 году он получил престижный исследовательский грант в рамках уникальной программы ЕС ERC на 2008 год.
Bключен в список ISI на 2003 год как один из самых цитируемых ученых в мире и стал иностранным членoм Американской академии искусств и наук (2005). Удостоен десяткoм международных наград, две из которых — за свои книги. В январе 2011 года был основным докладчиком на совместном ежегодном собрании Американского математического общества (AMS) и Математического общества США (MAA). А в 2012 году был приглашен в качестве приглашенного исследователя в Исследовательский центр Microsoft в Кембридже, США.
С конца 2014 года он является членом Израильской национальной академии наук. В 2015 году он выиграл престижный грант ERC Advanced Grant от ЕС, что сделало его одним из немногих ученых, получивших его дважды . По случаю его 60-летия в ноябре 2016 года в Институте перспективных исследований в Израиле была проведена научная конференция («Мидраша») с участием исследователей со всего мира, oтметивших вклад Любоцкого в современную математику. Любоцкий является лауреатом Премии Израиля в области математики за 2018 год. В том же году Любоцкий был избран президентом Израильской математической ассоциации. На Международном конгрессе математиков в Рио-де-Жанейро в 2018 году, Любоцкий прочитал пленарную лекцию по алгебре. Приглашение выступить с пленарным докладом на конгрессе является большой честью и знаком признания математического сообщества. В 2020 году он снова выиграл престижный грант ERC Advanced Grant от Европейского Союза, что сделало его одним из первых ученых, выигравших эту стипендию трижды, и единственным, кто выиграл её трижды в главной категории (ERC Advanced Grant).

### Научные исследования
Любоцкий — математик, основные исследования которого находятся в области алгебры. Он является одним из ведущих исследователей в теории групп и некоторых других областях. Профессор Любоцкий решил ряд важных открытых задач, используя различные области математики. Любоцкий внес значительный вклад в изучение расширяющихся графов, математических объектов, имеющих большое значение как в области теоретической математики и теоретической информатики, так и в практических применениях, таких как эффективные коды исправления ошибок. Работая вместе с математиками Филлипсом и Сарнаком, эти трое определили и построили бесконечное семейство графов, называемых графами Рамануджана, которые поддерживают оптимальные комбинаторные и спектральные свойства. Их конструкция объединяет инструменты и концепции из теории игр, теории чисел и комбинаторики.
В своей серии работ с Манном и Зигелем по теории асимптотических групп Любоцкий и его сотрудники продемонстрировали центральную теорему в области, которая характеризует группы с полиномиальным ростом подгруппы. Эта всеобъемлющая работа сочетает в себе различные глубокие инструменты из конечных групп, алгебраики, проконечных групп и теории чисел. Повторяющийся мотив в работах Любоцкого — связь между геометрией и теорией групп. Примером такой связи является работа Любоцкого с Мозесом Вергонтеном, в которой они показали, что в фигурных скобках в полноценной линейной группе понятие комбинаторного расстояния группы сопоставимо с геометрическим расстоянием. В последние годы Любоцкий продвигал развитие многомерной теории обширных упрощенных комплексов и обнаружил удивительную связь между этой теорией и проверкой свойств в информатике, а также кодами для исправления квантовых ошибок.

### Политическая деятельность
В 1996 году он присоединился к партии «Третий путь», где он занимал должность председателя секретариата партии и был избран депутатом Кнессета 14-го созыва.
Среди других видов общественной деятельности он был одним из основателей организации «Колач» и был членом правления «Бейт Мораша Бейт Мидраш».
В 2002 году Любоцкого попросили выступить в качестве арбитра между Еврейским университетом и профессором Амноном Шашуа в отношении интеллектуальной собственности Mobileye. По предложению Любоцкого стороны достигли договоренности в апреле 2004 года.
В преддверии двадцать первых выборов в Кнессет его имя упоминалось как один из кандидатов на пост президента партии еврейский дом.